# Špičák (Středolabská tabule)
Špičák (250 m n. m.) je vrch v okrese Praha-východ Středočeského kraje. Leží asi 1 km ssv. od města Odolena Voda na jeho katastrálním území. Převážná část vrchu včetně vrcholu je chráněna jako Přírodní rezervace Vršky pod Špičákem.

## Geomorfologické zařazení
Geomorfologicky vrch náleží do celku Středolabská tabule, podcelku Českobrodská tabule, okrsku Kojetická pahorkatina, podokrsku Kozomínská pahorkatina a části Velkoveské vrchy.